# Clypeolontha bertiae
Clypeolontha bertiae är en skalbaggsart som beskrevs av Li och Yang 1999. Clypeolontha bertiae ingår i släktet Clypeolontha och familjen Melolonthidae. Inga underarter finns listade i Catalogue of Life.